# 阿尔维·法汉
阿尔维·法汉
，2005年12月5日—），印尼男子羽毛球運動員，現役印度尼西亚國家羽毛球隊成員。2023年10月10日，世界青少年排名登顶男单第一。

## 羽球生涯
2022年6月，阿尔维·法汉出战立陶宛羽毛球國際賽，在男单决赛以0比2（15-21、14-21）不敌队友的沙布達·佩卡薩·貝拉瓦，赢得亚军。同年10月，他代表印尼队出战西班牙桑坦德举行的世界青年羽毛球錦標賽，随队赢得季军。
2023年3月，阿尔维·法汉出战大阪羽毛球國際挑戰賽，在男单决赛以1比2（21-15、14-21、17-21）不敌赛会5号种子、东道主的田中湧士，赢得亚军。同年5月，他代表印尼参加柬埔寨金邊举行的東南亞運動會羽毛球比賽；在决赛中，协助男团以总比分3比1击退马来西亚国家羽毛球队，为该国夺得男团冠军。同年7月，他代表印尼出战该国日惹市举行的亚洲青年羽毛球錦標賽；在率先进行的团体赛，随队赢得亚军。而个人赛方面，在半决赛以0比2（17-21、13-21）不敌赛会3号种子、中国的胡哲安，赢得季军。同年8月，他出战印尼羽毛球國際挑戰賽，在男单决赛以2比0（21-15、21-10）横扫赛会6号种子、斯里兰卡的維倫·內塔辛赫，勇夺赛季首个国际挑战赛冠军。同年9月，他代表日本队出战美国斯波坎举行的世界青年羽毛球錦標賽，在率先进行的团体赛，随队赢得亚军。而个人赛方面，在决赛以2比1（19-21、21-19、21-14）拿下赛会3号种子、中国的胡哲安，获得男子單打冠軍，他也成为印尼羽球历史上首位世青赛男单冠军。
2024年4月，阿尔维·法汉入选汤姆斯盃的主力名单中，最终为印尼队赢得团体银牌。

## 主要比賽成績
只列出曾進入準決賽的國際賽事成績：
| 年份   | 賽事                     | 公開賽級別 | 項目     | 成績   |
| ------ | ------------------------ | ---------- | -------- | ------ |
| 2022年 | 立陶宛羽毛球國際賽       | 未來系列賽 | 男子單打 | 亞軍   |
| 2022年 | 世界青年羽毛球錦標賽     | 其他       | 混合團體 | 季軍   |
| 2023年 | 大阪羽毛球國際挑戰賽     | 國際挑戰賽 | 男子單打 | 亞軍   |
| 2023年 | 東南亞運動會羽毛球比賽   | 其他       | 男子團體 | 金牌   |
| 2023年 | 亚洲青年羽毛球錦標賽     | 其他       | 混合團體 | 亞軍   |
| 2023年 | 亚洲青年羽毛球錦標賽     | 其他       | 男子單打 | 季軍   |
| 2023年 | 印尼羽毛球國際挑戰賽     | 國際挑戰賽 | 男子單打 | 冠軍   |
| 2023年 | 世界青年羽毛球錦標賽     | 其他       | 混合團體 | 亞軍   |
| 2023年 | 世界青年羽毛球錦標賽     | 其他       | 男子單打 | 冠軍   |
| 2024年 | 汤姆斯盃                 | 其他       | 男子團體 | 亞軍   |
| 2024年 | 印尼北干巴魯羽毛球大師賽 | 超級100賽  | 男子單打 | 亞軍   |
| 2024年 | 澳門羽毛球公開賽         | 超級300賽  | 男子單打 | 準決賽 |
| 2024年 | 印尼泗水羽毛球大師賽     | 超級100賽  | 男子單打 | 冠軍   |
| 2025年 | 亞洲羽毛球混合團体錦標賽 | 其他       | 混合團体 | 冠軍   |
| 2025年 | 蘇迪曼盃                 | 其他       | 混合團体 | 季軍   |
| 2025年 | 澳門羽球公開賽           | 超級300賽  | 男子單打 | 冠軍   |

| 2018-2026年 | 總決賽 | 超級1000賽 | 超級750賽 | 超級500賽 | 超級300賽 | 超級100賽 | 國際挑戰賽 | 國際系列賽 | 未來系列賽 | 其他 |

## 主要對賽紀錄
阿尔维·法汉與主要對手的對賽成績如下（只列出對賽二次或以上對手，僅包括影響世界排名積分的賽事，截至2025年3月6日）：

| 對手                          | 對賽次數 | 對賽結果 | 對賽結果 | 勝差 |
| 對手                          | 對賽次數 | 勝       | 負       | 勝差 |
| ----------------------------- | -------- | -------- | -------- | ---- |
| 贺首维                        | 4        | 3        | 1        | +2   |
| 肖勒·艾迪尔                   | 4        | 3        | 1        | +2   |
| 普拉迪斯卡·巴加斯 舒吉沃      | 3        | 3        | 0        | +3   |
| 尤阳                          | 3        | 2        | 1        | +1   |
| 伍家朗                        | 3        | 2        | 1        | +1   |
| 尼古拉斯·穆勒                 | 2        | 2        | 0        | +2   |
| 基兰·库马尔·梅卡拉            | 2        | 2        | 0        | +2   |
| 里斯维克·桑吉维·萨蒂什·库马尔 | 2        | 2        | 0        | +2   |
| 悉丹斯·古普塔                 | 2        | 2        | 0        | +2   |
| 桑卡尔·穆图萨米·苏布拉马尼安  | 2        | 2        | 0        | +2   |
| 维伦·内塔辛格                 | 2        | 2        | 0        | +2   |
| 秦野陆                        | 2        | 2        | 0        | +2   |
| 高桥洸士                      | 2        | 2        | 0        | +2   |
| 郭冠麟                        | 2        | 2        | 0        | +2   |
| 全奕陳                        | 2        | 1        | 1        | 0    |
| 田中湧士                      | 2        | 0        | 2        | -2   |

## 腳註

### 国家羽球倶乐部資料
1. ↑  . Badminton Association of Indonesia.   [24 June 2022]. （原始内容存档于2023-07-12） （印度尼西亚语）.

### 世界羽球聯盟資料
1. 1 2 3  . bwfbadminton.com.   [2024-05-14]. （原始内容存档于2025-03-6） （英语）.
2. ↑  . bwf.tournamentsoftware.com.   [2025-05-14]. （原始内容存档于2025-05-14） （英语）.
3. ↑  . bwf.tournamentsoftware.com.   [2024-05-14]. （原始内容存档于2024-05-14） （英语）.
4. ↑  . bwfbadminton.com.   [2025-03-6]. （原始内容存档于2025-03-6） （英语）.